# لين أبسي
توماس ليونارد «لين» أبسي  (بالإنجليزية: Len Apsey)‏(11 فبراير 1910 – 1967) كان لاعب كرة قدم ويلزي محترف لعب في مركز المهاجم. لعب توماس مباراتين مع فريق نيوبورت كاونتي.